# جینا گالگو
جینا گالگو (انگلیسی: Gina Gallego؛ زادهٔ ۳۰ اکتبر ۱۹۵۵) یک هنرپیشه اهل ایالات متحده آمریکا است.